# Ropa (bata)

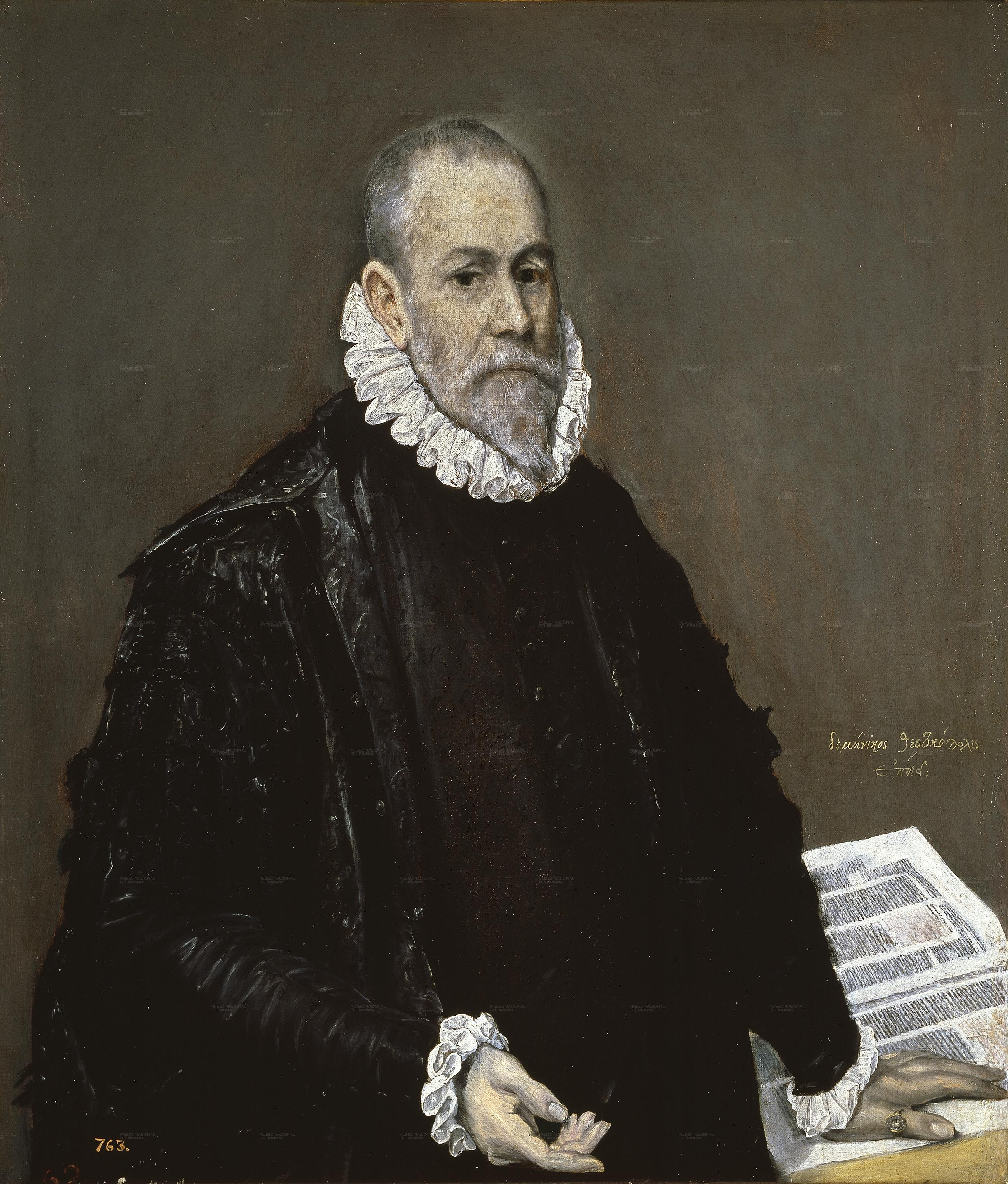
Retrato de un médico pintado por El Greco. La prenda exterior es una ropa de levantar

Ropa es el nombre con que se conocía durante todo el Siglo de Oro a ciertas prendas utilizadas tanto por hombres como por mujeres. Había dos clases de ropa con un cometido diferente y con un nombre también diferente: ropa de levantar y ropa de por casa; esta última se llamaba también abreviadamente ropa, sin más. La utilidad de estas prendas es la misma que la de la bata, nombre que adoptó años más tarde. Los hombres siguen empleando este vocablo aunque hubo un tiempo en que se conocía también con el galicismo robe de chambre. La bata femenina tiene los sinónimos  de salto de cama y las voces francesas muy en boga en los comienzos del siglo XX, négligée y peignoir.

## Descripción y uso
La ropa de levantar no fue nunca una prenda vulgar que pudiera usar todo el mundo sino que era más bien propia de la clase media y alta. Los escritores de comedias del Siglo de Oro como Lope de Vega así lo demuestran en sus obras. Pero por su hechura y seriedad era costumbre que la usaran los criados de casas principales cuando lo exigía la ceremonia. El escritor español Miguel de Cervantes hace mención de este hecho cuando escribe en la segunda parte de El Quijote, capítulo XXXI:

Cuenta, pues, la historia, que antes que a la casa de placer o castillo llegasen, se adelantó el duque y dio orden a todos sus criados del modo que habían de tratar a don Quijote; el cual, como llegó con la duquesa a las puertas del castillo, al instante salieron dél dos lacayos o palafreneros, vestidos hasta en pies de unas ropas que llaman de levantar, de finísimo raso carmesí...
Cervantes

La ropa de levantar se confeccionaba con telas, algunas muy caras, como el damasco y la bayeta para el invierno y el raso y el tafetán para el verano. Se forraban según la estación del año de pieles, felpa y bayeta. Algunas piezas más caras y elegantes se hacían acolchadas para cuyo relleno se utilizaba el polvo de ámbar y los pétalos de flores perfumados. Se abrochaban por delante con alamares. Si el propietario pertenecía a alguna orden militar se bordaba la cruz correspondiente.

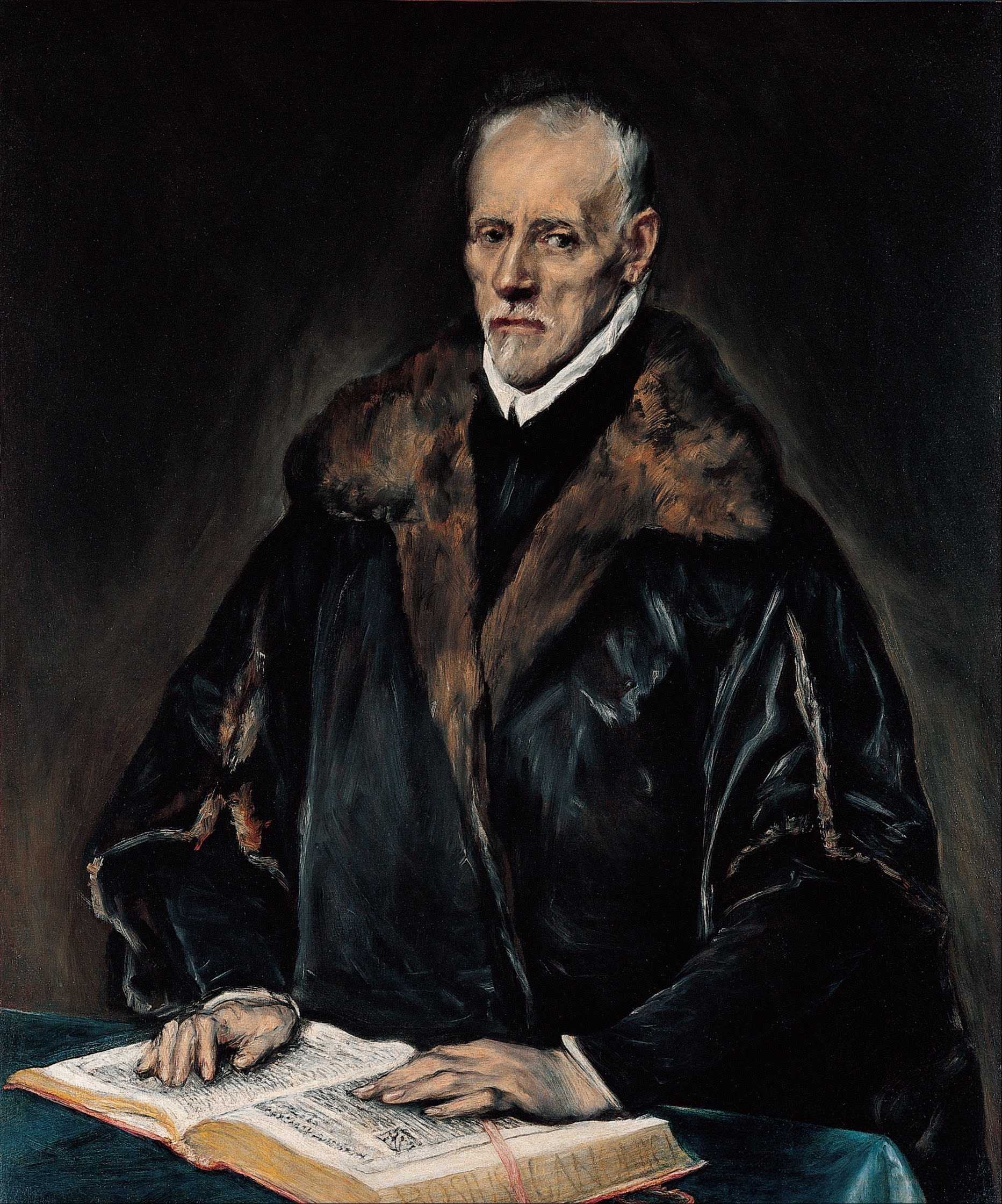
Retrato de Francisco de Pisa (historiador) en ropa de levantar pintado por El Greco

La ropa de por casa era una prenda que se usaba al llegar a casa sustituyendo la ropa de abrigo que pudiera llevar la persona. Sebastián de Covarrubias en la entrada Ropa de su diccionario tiene una de las acepciones que describe esta prenda:

Ropa de por casa, la que el señor se pone cuando le quitan la capa. [En la antigüedad] los grandes príncipes, cuando hacían algún banquete solene [sic], daban a cada uno de los convidados una ropa destas [...]
Sebastián de Covarrubias

Además gracias a los inventarios se sabe que existía este tipo de ropa en abundancia pero se tiene poca información sobre cómo estaba hecha.

## Inventarios
Se conoce el uso y la forma de la ropa de levantar y ropa de por casa gracias a las descripciones de los escritores y al testimonio de los pintores. Sin olvidar la gran fuente de información que se consigue en los inventarios de los archivos tanto privados como oficiales. Se encuentran inventarios en las Cédulas Reales, Ordenanzas, Mayorazgos, Capitulaciones matrimoniales, Tasaciones, además de lo encontrado en la CODOIN (Colección de Documentos Inéditos para la Historia de España). Sin olvidar el AHN (Archivo Histórico Nacional) que es una fuente de gran riqueza.